# Schwarze Koppe (Lausitzer Bergland)
Die Schwarze Koppe (469,5 m) ist ein Berg im Landkreis Bautzen in Sachsen. Er liegt im Süden der Gemarkung von Sohland an der Spree bei Neudorf im Lausitzer Bergland an der tschechischen Grenze im Schwarzen Busch.

## Geographie
Die Schwarze Koppe erhebt sich südlich von Neudorf und wird im Norden vom Sohlander Dorfbach umflossen. Der Berg besteht aus zwei Kuppen, dem Hauptgipfel ist nördlich ein niedriger Nebengipfel vorgelagert. Auf der Schwarzen Koppe befinden sich niedrige Granodioritklippen. Der den Berg bedeckende Schwarze Busch ist wie das Tännicht und der Brandbusch Teil des umfänglichen Grenzwaldes zwischen der Oberlausitz und Nordböhmen. An seinem Fuß liegt im Norden Neudorf, im Süden Groß Schönau und im Südwesten Hainspach.
Westlich der Schwarzen Koppe führt die Straße von Neudorf nach Hainspach entlang. Nördlich erhebt sich die Friedrich-August-Höhe (469 m), im Nordosten der Müllersberg (401 m) und die Hakenberge (404 m), östlich der Brandbusch (443 m), im Südosten der Spitzberg (Špičák, 481 m), südlich der Botzen (Partizánský vrch, 543 m) und der Breite Busch (Širé křoví, 449 m) sowie nordwestlich der Barthelsberg (462 m) und der Kinderberg (Liščí vrch, 480 m).
Über den Berg verläuft die Wasserscheide zwischen den Einzugsgebieten der Spree und der Sebnitz. Am nordwestlichen Fuß entspringt das Grenzwasser (Hraniční potok), der Bach fließt südwestlich der Schwarzen Koppe in den Gromenteich (Solandský rybník). Am Nordosthang liegt die Quelle des Schebichbaches. Über die Schwarze Koppe führt der Grenzwanderweg „Auf den Spuren der Roten Waldameise“.

## Geschichte
Auf dem Meilenblatt ist die Schwarze Koppe als Brähmrigt und ihr Vorgipfel als Oberschaar bezeichnet.
In der zweiten Hälfte des 19. Jahrhunderts wurden am Nordhang des Berges mehrere Steinbrüche betrieben. 1930 errichtete der Skiklub Sohland bei den zu dieser Zeit aufgegebenen Steinbrüchen eine neue Sprungschanze, mit der Weiten bis 20 m erzielt werden konnten. Im Jahr darauf erhielt die Schanze einen 13 m hohen Anlaufturm, so dass nun Sprünge bis zu 30 m möglich wurden. Die verfallene Steinbruchschmiede wurde 1932 zum Ski- und Wanderheim ausgebaut. Die während des Zweiten Weltkrieges ruinierte Schanze wurde 1952 unter dem Namen 1952 „Schanze der Freundschaft“ wiederaufgebaut. 1954 entstand bei der Schanze eine neue Skihütte. 1959 wurde die „Schanze der Freundschaft“ mit Kunststoffmatten belegt, so dass die Sportler beim Training und den Wettkämpfen nicht mehr auf ausreichende Schneemengen angewiesen waren. Nach der Fertigstellung des neuen Sohlander Skisportzentrums Tännicht wurden die Sportanlagen an der Schwarzen Koppe in den 1970er Jahren abgebrochen.